# Need to Control
Need to Control (engl.: „Bedürfnis zu kontrollieren“) ist das zweite Studioalbum der US-amerikanischen Grindcore-Band Brutal Truth. Es erschien im Oktober 1994 bei Earache Records.

## Entstehung
Das Album wurde im März 1994 mit Steve McAllister und Brutal Truth in den Baby Monster Studios und den Platinum Island Studios in New York City aufgenommen. Hintergrundgesang wurde von Mike Williams von EyeHateGod beim Stück MediaBlitz, ein Cover von The Germs, übernommen sowie von Bill Yurkiewicz (Exit-13, Relapse Records) beim Stück Black Door Mine. Andy Haas spielte beim Stück Godplayer Didgeridoo. Gemischt wurde die Platte im Juli 1994 in den Parr Street Studios in Liverpool von Colin Richardson und Brutal Truth.

## Rezeption
Im damaligen Rock Hard erhielt das Album unterdurchschnittliche Noten und landete auf dem 37. und letzten Platz der monatlichen Redaktionscharts. In einer „+/-“-Rezension vergab allerdings Markus Müller acht von zehn Punkten und schrieb: „Brutal Truth untermauern mit dieser Scheibe eindrucksvoll, dass sie nach wie vor die Nummer eins des Grindcore sind.“ Die Band verstünde es „richtig gute Songs zu schreiben.“ Dagegen schrieb Wolfgang Schäfer: „Brutal Truth können oder wollen immer noch keine Songs schreiben, und ich bin nicht gewillt für diesen Scheißdreck mehr als zwei Punkte zu zücken.“ Diese Kritiken sind online jedoch nicht abrufbar. Stattdessen ist auf der Webseite des Magazins eine Besprechung von Michael Rensen zu finden. Dieser lobte „geschickt platzierte Breaks“, enthielt sich aber einer Bewertung. Auf Allmusic.com schrieb Marc van der Pol, Grindcore-Fans könnten das Album wegen seiner „polierten Ästhetik“ herabstufen, aber man könne die Genialität und den „wirklich kreativen Geist“ der Platte nicht bestreiten. Er vergab 4,5 von fünf Sternen sowie die Auszeichnung „AMG Album Pick“.

## Titelliste
1. Collapse – 5:03
2. Black Door Mine – 1:42
3. Turn Face – 1:29
4. Godplayer – 4:07
5. I See Red – 2:50
6. Ironlung – 4:22
7. Bite the Hand – 2:06
8. Ordinary Madness – 5:05
9. Media Blitz – 0:56 (The Germs)
10. Judgement – 2:34
11. Brain Trust – 2:43
12. Choice of a New Generation – 1:59
13. Mainliner – 2:19
14. Displacement – 4:15
15. Crawlspace – 1:35

Box-Set-/Japanische CD-Bonustracks
1. Wish You Were Here (Now Go Away) (Pink Floyd)
2. Painted Clowns
3. Dethroned Emperor (Celtic Frost)
4. B.T.I.T.B.

Redux Edition
1. Wish You Were Here (Now Go Away) (Pink Floyd)
2. Painted Clowns
3. Dethroned Emperor (Celtic Frost)
4. Eggshells
5. Head Cheese

Alle Lieder wurden von Brutal Truth geschrieben, außer wo anders angegeben.

## Auskopplung
Zu Godplayer wurde ein Musikvideo gedreht. Das Lied erschien außerdem als 7" mit der B-Seite Wish You Were Here… Wish You’d Go Away (eine umbetitelte Coverversion von Pink Floyd).